# 谢唯进

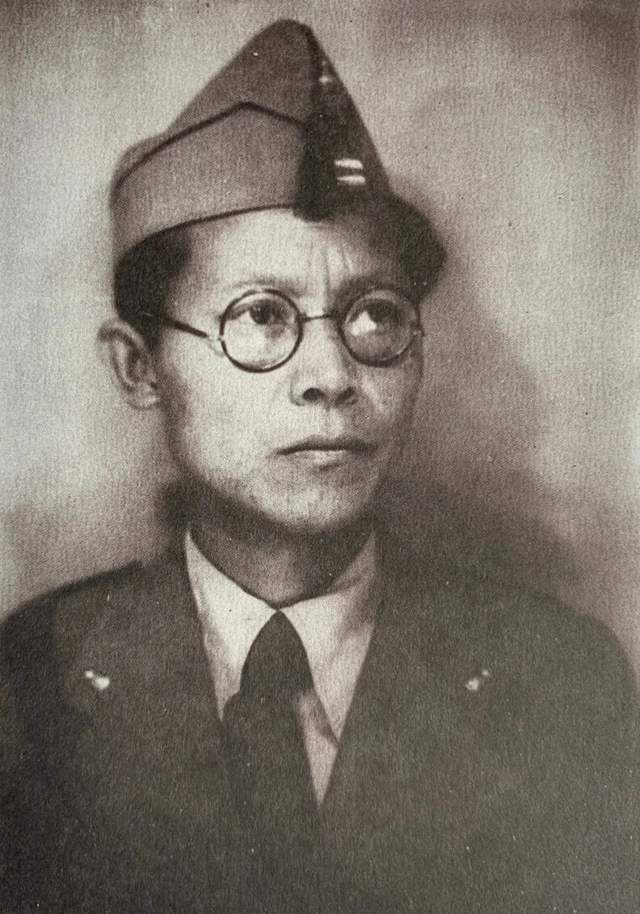
出自1939年6月3日《祖国抗日情报》

谢唯进（1899年6月18日—1978年10月13日），今重庆市璧山区广普镇大石塔村人。原名芝祥，字用常，曾用名唯实、允常、林济时（Ling Ching Siu）等。中国人民解放军开国大校。被周恩来、朱德等誉为“杰出的反法西斯国际主义战士”。

## 生平

### 早年時期
谢唯进出生于四川省璧山县（今属重庆市璧山区），后随家人移居江津（今属重庆市江津区）。其父谢南仿是破落地主出身的知识分子，支持戊戌变法和辛亥革命，在经营照相馆谋生的同时与朋友合办新式学堂。1906年，谢唯进进入父亲开办的初级小学念书，1910年开始读高小，“以勤学著称”。
1916年，他考入上海南洋中学，时常因家境贫困被迫拖欠膳费。受政治刊物《新青年》、《新潮》等影响，后在五四运动期间被选为南洋中学学校代表，参加组织上海學生聯合會。1919年10月31日，谢唯进与李富春、李维汉、张昆弟等150名中国青年学生一同搭乘“宝勒笳”号，赴法勤工俭学。

### 旅歐時期
1919年底，謝唯進到达法国，後在1920年初赴英国考入约克哈罗格特学校军事班继续他的高中学业。期間，在受十月革命相关的影响下 ，发表支持苏俄政权的文章。1923年初，完成高中学业的谢唯进由英国前往德国，途径法国时结识周恩来。在德国与朱德、孫炳文等人同在哥廷根大学学习，先后就读于数理系和政治经济学系，期间持续参与左派学生的读书会。
1925年，经孙炳文、董桂阳介绍，謝唯進加入中国共产主义青年团旅欧支部，先后担任团支部委员、团支部书记。同年加入国际赤色救援会。11月2日，转入洪堡大学政治经济学系学习。1926年1月，加入中国共产党（旅德支部），参加反对帝国主义大同盟成立大会并参与国际秘书工作。1927年4月5日，谢唯进出席德国共产党在柏林体育宫召开的“声援中国大革命、抗议帝国主义干涉中国”群众大会，作为中国方面代表致辞并向德共中央主席台尔曼献中华全国总工会省港罢工委员会会旗和中国农民协会会旗。
第一次國共合作期间，谢唯进遵照指示加入过中國國民黨，负责中共在该党的党团工作。在第一次国共合作破裂后退出。
1928年，他转入中共旅德支部柏林小组，担任过该组织的第二任书记，期间在《红旗报》发表过文章。1930年起担任第三国际组织下的《国际新闻通讯》记者，同时担任《中国工农通讯》特派员，并在1932年参与共产国际组织下的杂志《中国通讯》。1933年，希特勒上台，共產黨與社會主義政黨遭到纳粹主义势力打击。谢唯进于8月逃亡瑞士，1934年夏天在日内瓦安顿下来。1936年，巴黎的中国人民阵线成立，谢唯进任执行委员会的委员

### 西班牙内战时期
1936年7月，西班牙内战爆发。英法继续实行绥靖主义，納粹德國、意大利王国等国家支援佛朗哥的国民军，苏联、墨西哥等国家和组织（如苏联和第三国际支持的国际纵队）支援西班牙第二共和国政府。
1937年4月4日，谢唯进因希望加入国际纵队，故使用化名“林济时”到达西班牙，多次主动申请上战场。1937年6月初，谢唯进被允到国际纵队总部阿尔瓦塞特报道，领取了83492号国际纵队军人证。7月6日布鲁内特战役时，他担任国际纵队第11旅反坦克部队的政治委員和黨委書記，军衔士官。7月底进入奥地利营机关枪连作士官。8月24日，他在金托的战斗中右腿受重伤，被送进了西班牙东南部城市贝尼卡西姆的医院养伤，他在医院结识了来自美国的华人陈文饶。9月底因伤势过重转入穆尔西亚军医院手术，他在当地又结识了八位来自各地的华人。疗养期间，谢唯进参与创办了当地的战争孤儿扶育院。
1938年3月，饶漱石（化名赵建生）将《救国时报》赠中国战士的锦旗转交给谢唯进。同年，谢唯进收到毛泽东、王明等人寄给“国际纵队中国支队”的锦旗。
谢唯进因右腿重伤无法上一线，被转入第十一旅普拉纳斯营储藏连作中士。在此期间向中国、西班牙、法国、美国、古巴等多国報紙供稿，并准备回国支援抗日战争。
1938年7月，参与厄波羅河戰役。1938年9月21日，西班牙第二共和国总理胡安·内格林宣布单方面撤除所有外国军队。10月，谢唯进随大部队在巴塞罗那短暂休整后于次年撤往法国。

### 法国集中营时期
1939年2月6日，谢唯进随部队进入法国境内，与其余四万五千人被法国政府与“国际联盟监察撤退外国志愿军委员会”关入圣阿热莱斯集中营，4月20日与包括五名中國人在内的大批人员被转入戈尔斯集中营。“中国支队”的成员在集中营内和其他国家的战友们一道，展开争取释放、反饥饿、反虐待、反强送到北非殖民地当雇佣兵的斗争，同时创办《中国新闻》等多语言报刊，宣传中国抗日战争。谢唯进担任出刊委员会主席和總編輯。经顾维钧、饶漱石、何以端、龚普生等及国际多方面努力，1939年10月26日，戈尔斯集中营内包括谢唯进在内的六名华人志愿军获准离开集中营。

### 归国后
1940年4月7日，谢唯进与妻儿在化名后从马赛出发，绕经东南亚抵达重庆。6月，被安排在八路军驻重庆办事处，以开診所作掩护从事对敌工作和对外联络工作。1946年5月，他随董必武、周恩来等人参与南京的国共谈判。在6月被派往华中解放区做军事外交工作。
1947年4月，谢唯进因病赴大连疗养。1948年11月，调任第四野战军特种兵部队政治部副主任兼宣传部长，参与平津战役及之后在武汉等南方地区的作战。1950年，主动申请调入空军，任中华人民共和国空军工程部政治委员。1952年，主动申请后改任空军工程部副部长。
|          | 革命不是为了当官。担任什么职务应从自己的实际能力出发，我懂多国外语，当副部长能够更好地为党工作。 |
| ——谢唯进 |                                                                                                  |

1955年9月，谢唯进被授予大校军衔，荣获一级解放勋章。1963年，军级待遇离休。1965年，遭到空军中吴法宪派系的迫害，周恩来为帮助他减轻政治斗争波及，将他安排到南充军队干部休养所。到南充后，谢唯进将住处的四壁贴满了在国际纵队时战友的照片，还戒了烟酒。谢唯进总是穿军服，不屑于同“忘了出身，穿着虎皮、貂皮”的人为伍。1966年，收养远亲谢进珍为养女。

### 晚年时期
“文化大革命”期间，因其妻子為苏联籍使谢唯进在南充当地遭到一定迫害，被批为“谢老修”；养女谢进珍也受到波及，被称为“谢小修”，还因此罹患神经衰弱症。不过因为地处偏僻以及军职的原因，谢唯进没有受到更激烈的冲击，这段时间他热衷于在新华书店阅读政治旧书以及去照相馆冲洗西班牙内战时期的老照片，他与养女相依为命十二年。
1975年底，在北京寻求上访的谢唯进突发高烧住进北京空军总医院。1976年1月，在参加周恩来悼念活动后再次病倒，四十天后确诊为霍奇金淋巴瘤。病重的谢唯进依然挂念着保存的西班牙内战史料，他不顾医生劝阻将两大铁箱资料带到病床前夜以继日的整理，最终在生前完成工作。
在最后的日子里，他告诉谢进珍：“我问心无愧，你要记得你爸爸是一个国际共产主义者。”谢唯进于1978年10月5日病危，后于10月13日清晨7点43分去世。他直到去世也没有被平反。

### 身后事
谢唯进去世前曾向谢进珍表示不要留骨灰、不要树碑，但谢进珍认为父亲还没有平反，所以没有完全执行遗嘱。成都军区南充军分区为谢唯进组织了治喪委員會，廖承志、伍修权、韩念龙等参加遗体告别。
1978年11月21日，谢进珍将谢唯进的一小部分骨灰撒入曾经工作过的重庆的长江，并守护剩下的骨灰近十年。
谢唯进生前多次捐献文物，遗物由谢进珍在80年代上交军区相关部门，后转至中国革命博物馆，谢唯进在苏联的妻儿等亲属也曾向博物馆捐赠。谢唯进及其亲属捐赠的大部分文物及其部分日记在2008年被中国国家博物馆编辑的《中国勇士血洒西班牙——国际纵队中国志愿军史料》收录。
谢唯进去世前及之后，谢进珍不断给当局写信希望平反，甚至上门找过胡耀邦，但之后都杳无音讯。直到1987年10月13日，伍修权在人民日报发表题为《为真理忠贞不渝——怀念谢唯进同志》的文章。11月25日，谢唯进骨灰移葬八宝山烈士公墓，在苏联的妻儿回国参加仪式。谢进珍没有被邀请，但还是交出了养父的骨灰。

## 纪念
谢唯进故居位于广普镇大石塔村5组笙嘉湾，被列入“重庆市文物保护单位”、“重庆市革命文物名录”，2019年被璧山区委、区政府命名为“区级愛國主義教育基地”，2023年6月被选入重庆市“第一批全市关心下一代党史国史教育基地”。

## 家人
- 第一任妻子：程其英（1904年—1968年1月），四川万县人，中国学者、社会活动家。两人于1925年左右结婚[50]，后于1930年前离婚。
- 長子：谢罕生（德语：Han Sen Shien）（1925年3月6日—2018年3月），與程其英之兒子。1925年出生于德国，1933年随父流亡瑞士，在中国时从事协助周恩来等人的翻译工作。1957年返回苏联，苏联解体后先后定居乌克兰、德国。[51]
- 第二任妻子：卡佩娜·谢·安娜（1913年8月25日—1991年4月16日）[52]，苏联籍，出生于切爾諾夫策，奥地利共产党员、医学博士。两人1939年底在巴黎结婚。
- 次子：谢弥东（1941年—2000年），與安娜之兒子。出生于重庆，曾任职于俄罗斯杜马[53]。
- 养女：谢进珍，1954年出生，90年代前已婚，有一女。

## 相关作品
2001年，华裔美国人倪慧如、邹宁远经过十余年对国际纵队中国志愿军的资料搜集，出版了《橄欖桂冠的召喚: 參加西班牙内戰的中國人(1936-1939)》，其中收集了谢唯进的事迹并做单篇介绍。2013年，此书简体中文版以《当世界年轻的时候:参加西班牙内战的中国人(1936–1939)》为题发行，同年西班牙语版本发行。
2002年，王梦岩，孙玉珍合作出版了以谢唯进在西班牙内战前后经历为原型的小说《西线战事》。
2015年，新华社高级记者颜为民在搜集多年资料后，出版了以谢唯进等华人志愿军在法国集中营的经历为原型的長篇小說《炉火通红：集中营报告》。